# الحارث (قديس)
الحارث بن كعب كان زعيم الطائفة النصرانية الميافيزية في نجران في أوائل القرن السادس، قد أُعدم أثناء اضطهاد المسيحيين من قبل الملك اليهودي ذو نواس في العام 523. إن يوم عيده يوافق 27 يوليو (الكنيسة الكاثوليكية الرومانية). وهو في الكنيسة الأرثوذكسية الشرقية يوافق 24 أكتوبر (6 نوفمبر).

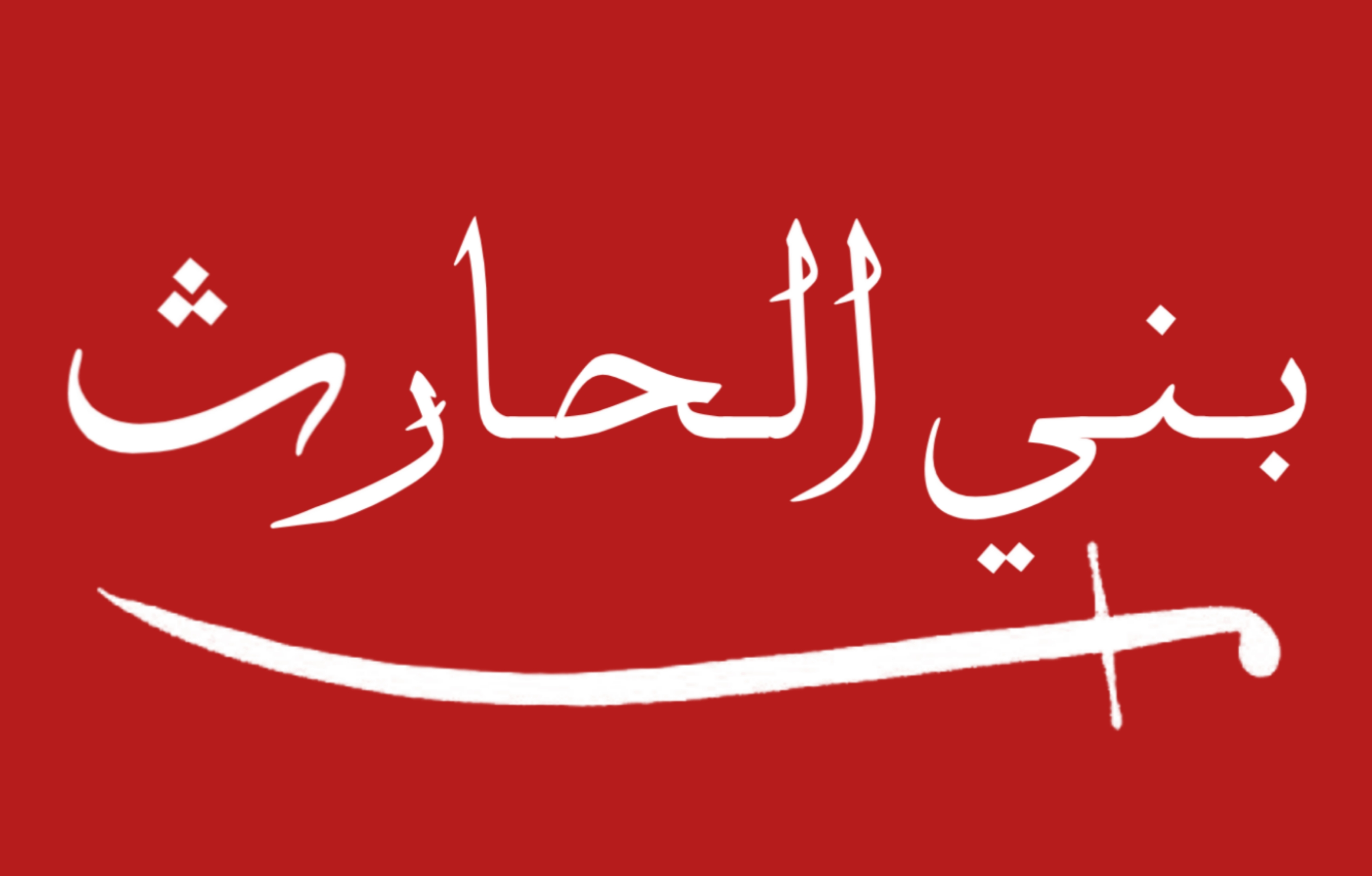
علم بنو الحارث (احفاد الحارث)

## نسبه
اختلف الأخباريون وأصحاب الأنساب في نسب الحارث بن كعب اختلافًا كبيرًا، فمنهم من جعلها من الأزد، وهو قول نقله ابن الكلبي، وقيل هم من مذحج، وفي ذلك قال ابن عبد البر: «أما الْحَارِث بن كَعْب فَمن جعلهم فِي الأزد، قَالَ هُوَ: بلحرث بن كَعْب بن أبي حَارِثَة بن عَمْرو بن عَامر. وَمن جعلهم فِي مذْحج، قَالَ: بلحرث بن كَعْب بن عَمْرو بن عِلّة بن جلد بن مَالك بن أدد بن زيد». ومن الأقوال:
- القول الأول: الحارث بن كعب بن عمرو بن عُلَة بن جلد بن مذحج وهو مالك بن أُدد بن زيد بن يشجب بن عريب بن زيد بن كهلان.[8]
- القول الثاني: الحارث بن كعب بن أبي حارثة بن عمرو مزيقياء بن عامر بن حارثة بن امرئ القيس بن ثعلبة بن مازن بن الأزد.
- القول الثالث: الحارث بن كعب بن عبد الله بن مالك بن نصر بن الأزد.[9][10]

وفي الخلاف في نسب الحارث بن كعب أقوال، وقد نسبهم ابن الكلبي إلى الملك مزيقياء، ويقول:«إن عمرو بن عامر قال لباقي ولده: من كان منكم يريد عيشا أينا و حرما أمنا فليلحق بالأبرقين ناحية نجران فلحقت به بنو الحرث بن كعب بن أبي حارثة بن عمرو بن عامر»، وذكر العوتبي نحو ذلك بقوله:«نجران وهم من بني الحارث بن كعب بن أبي حارثة بن عمرو بن عامر، وقد كانت بنو الحارث بن كعب قبل ذلك عند خروجهم من الجنتين، قد سكنوا نجران، فدخلوا في مذحج وانتسبوا فيهم، فهم يعرفون بني الحارث بن كعب بن عمرو بن علة بن مذحج، وهم ساكنو نجران».
أما ابن حزم فنسبهم إلى أزد شنوءة، وفي ذلك يروي الحكمي وابن خلدون عن ابن حزم قالوا: «لما خرجت اليمانية في سيل العرم، مروا بنجران فحاربتهم مذحج، ومنها افترقوا. ونزل جوار مذحج بالصلح الحارث بن كعب بن عبد الله بن مالك بن نصر بن الأزد، ثم غلبوا عليها مذحجا، وصارت لهم رياستها». وذهب بعض النسابة إلى أن بني الديان من شنوءة، قال محمد بن أبي بكر البري: «الديَّان: اسمه يزيد بن قَطَن بن زياد بن الحارث بن مالك بن ربيعة ابن كعب بن الحارث بن كعب بن عبد الله بن نصر بن الأزد بن الغوث الحارثية الأزدية. وبنو الحارث بن كعب من أشراف الأزد».
أما من نسبها إلى مذحج، فقال رضا كحالة: « الحارث بن كعب: بطن من مذحج، من القحطانية. سكنوا في مقاطعة نجران، وكانوا جيرانا لبني ذهل بن مزيقياء، ابن الأزد، وبني حارث بن كعب بن عبد الله بن مالك بن نصر بن الأزد، وكانت نجران قبلهم لجرهم، ثم نزلها بنو الحارث بن كعب، فغلبوا عليها بني الأفعى، ثم خرجت الأزد من اليمن، فمروا بهم، وكانت بينهم حروب، وأقام من أقام في جوارهم من بني نصر بن الأزد وبني ذهل بن مزيقياء، واقتسموا الرياسة، فنجران معهم». والنزاع في نسب الحارث بن كعب يرجح إلى أن منهم قوم من الأزد، وآخرين من مذحج.